# Hexacantherophora cohabitans
Hexacantherophora cohabitans är en tvåvingeart som beskrevs av Schmitz 1914. Hexacantherophora cohabitans ingår i släktet Hexacantherophora och familjen puckelflugor.
Artens utbredningsområde är Kongo. Inga underarter finns listade i Catalogue of Life.